# H2 (Paralympics)
H2 ist eine Startklasse für Sportler im paralympischen Para-Radsport für Sportler in den Teilsportarten Bahnradrennen und im Straßenradrennen. Die Klasseneinteilung kennzeichnet den wettbewerbsrelevanten Grad der funktionellen Behinderung eines Sportlers. Die Zugehörigkeit von Sportlern zur Startklasse ist wie folgt skizziert:
„Radsportler der Klasse H2 müssen liegend auf einem Handbike starten. Eines der folgenden Minimumkriterien muss zusätzlich erfüllt sein:
- vollständige Querschnittslähmung im Bereich der Halswirbelsäule (C7/C8) oder darüber – oder
- vollständiger Verlust der Beinfunktionen und der Rumpffunktionen – oder
- schwere Ataxie, Athetose, Muskelhypertonie bei uneingeschränkter Ellenbogenfunktion – oder
- Lähmungserscheinungen in allen vier Extremitäten mit milder bis mäßiger Spastik in allen vier Gliedern.

Es gilt:
- der Athlet / die Athletin muss auf dem Handbike liegen und benutzt ausschließlich die Arme, um das Handbike anzutreiben.“